# Играчка конзола
Играчка конзола (конзола за игру) је специјализовани уређај пре свега намењена за играње рачунарских игара. Произвођачи обично теже за тим да конзоле буду што једноставније за употребу. На пример, на конзолу се може прикључити обичан телевизор који ће служити као монитор.
У последње време су играчке конзоле мултимедијалне машине преко којих се може повезати и на интернет, слушати музика и гледати филмове.
Међу конзолама тренутно доминирају јапански PlayStation 4. На другом месту је Мајкрософтов Xbox One и Nintendo Wii. Постоје и мале играчке конзоле величине длана, као на пример Nintendo 3DS и PlayStation Vita.

## Разлике између игара конзола и рачунарских игара
Игре играчких конзола се разликују од рачунарских игара на тај начин што произвођачи конзола добијају одређену своту новца за сваку продату игру. Такође, произвођачи често контролишу квалитет и садржај игре, док рачунарске игре може да програмира и производи било ко без дозволе. Такав сценарио одржава сложније тржиште и доприноси профилацији самих играчких конзола.

## Историја

### Хронологија
|       |                                                                                         |
| Извор | [ note 1 ] [ note 2 ] [ note 3 ] [ note 4 ] [ note 5 ] [ note 6 ] [ note 7 ] [ note 8 ] |

Играчке конзоле су се први пут на тржишту појавиле 1967. u САД и до дан-данас су веома популарне. Прве конзоле су обично биле конструкције које су имале једну или мањи број игара преко силиконских меморијских чипова. Конзоле су доживеле прави бум 1972. појавом игре Pong коју је на тржиште пустила америчка произвођачка кућа Atari, која је такође конструисала прву конзолу са измењивим силиконским меморијским касетама VCS 2600, 1977. године.

## Генерације играчких конзола

### Прва генерација (1966—1977)
- , произвођач Sanders Associates (1966, за потребе америчке војске)
- (1969, прототип)
- (1972)
- (1972)
- (1976)

### Трећа генерација („8-битна“, 1983—1990)
- (у Јапану Family Computer (Famicom))

### Четврта генерација („16-битна“, почетком1990-их)
- или
- Super NES или
- , компанија
- , компанија
- , компанија Philips

### Пета генерација („32/64-битна“, крајем1990-их)
(Конзоле са 3-Д графиком и ЦД-РОМ јединицама)
- , компаније Епл и
- , компанија
- , компанија Нинтендо
- PlayStation, компанија Сони
- , компанија
- , компанија
- , компанија
- , компанија
- , компанија Нинтендо
- , компанија

### Шеста генерација (1998-2015)
- PlayStation 2, компанија Сони
- , компанија Сега
- , компанија Нинтендо
- Game Boy Advance, компанија Нинтендо
- Xbox, компанија Мајкрофост

### Седма генерација (2005-2018)
- PlayStation Portable, компанија Сони
- Nindendo DS, компанија Нинтендо
- PlayStation 3, компанија Сони
- Xbox 360, компанија Мајкрософт
- , компанија Нинтендо

### Осма генерација (2012-траје)
- Nintendo 3DS, компанија Нинтендо
- PlayStation 4, компанија Сони
- Xbox One, компанија Мајкрософт
- Nintendo Switch, компанија Нинтендо
- Wii U, компанија Нинтендо
- PlayStation Vita, компанија Сони

## Најпродаваније играчке конзоле
| Назив конзоле        | Година настанка | Продатих примерака (у милионима) |
| -------------------- | --------------- | -------------------------------- |
| PlayStation 2        | 2000.           | 159                              |
| Nintendo DS          | 2004.           | 154,02                           |
| Game Boy             | 1989.           | 118,69                           |
| PlayStation 1        | 1994.           | 102,5                            |
| Nintendo Wii         | 2006.           | 101,63                           |
| PlayStation 4        | 2013.           | 100                              |
| PlayStation 3        | 2006.           | 88                               |
| Xbox 360             | 2005.           | 85                               |
| Game Boy Advance     | 2001.           | 81,51                            |
| PlayStation Portable | 2004.           | 80                               |
| Nintendo 3DS         | 2011.           | 75.28                            |
| NES                  | 1983.           | 61.91                            |
| SNES                 | 1990.           | 49.10                            |
| Xbox One             | 2013.           | 41                               |
| Nintendo Switch      | 2017.           | 36.87                            |